# میر والهی قمی
میر والهی قمی شاعر و تصنیف ساز و موسیقی دان دوره صفویه بوده‌است.

## زندگی
او درز روزگاه شاه طهماسب و شاه عباس حضور داشته‌است. مرگ او را بعد از سال ۱۰۳۲ دانسته‌اند. درکی قمی در دیوانش ماده تاریخ فوت والهی را با عبارت «گل گلشن شعر» ذکر کرده که سال ۱۰۲۰ ه‍.ق را نشان می‌دهد.

## آثار
از او یک مثنوی عرفانی باقی مانده‌است که نسب نامه نام دارد که یک نسخه از آن در کتابخانه دانشگاه تهران و یک نسخه در کتابخانه ملک نگهداری می‌شود. نمونه‌ای از اشعار:
| بر رهگذرت نهاده‌ام چشم |  | پیوسته چو کاسهٔ گدایی |
| عشقی که نظر بوصل دارد |  | باشد چو عبادت ریایی  |